# FreeArc
FreeArc是一个自由、开源的文件归档器。Beta版0.666于2010年发布。后续版本“FreeArc Next”处在开发阶段，0.11版本已于2016年10月发布。“Next”版本提供32位和64位版本，适用于Windows和Linux操作系统，并包含Zstandard支持。

## 算法
FreeArc按文件类型自动使用LZMA、通过部分匹配预测、TrueAudio、Tornado和GRzip算法。它还使用多种过滤器来进一步改进压缩率，包括REP（找到间隔高达1GB的副本）、DICT（对文本的字典取代）、DELTA（改进二进制数据表的压缩）、BCJ（可执行文件与处理器）和LZP（去除文本中的副本）。

## 基准测试

### 归档文件大小
在2010年“Tom's 硬體指南”比较各流行的归档工具时，FreeArc几近超越WinZip、7-Zip和“最佳压缩”模式的WinRAR。在“默认压缩”测试中它输给了7-Zip的LZMA2，但仍优于WinRAR和WinZip。

### 速度
在同一次“Tom's 硬體指南”测试中，默认设置的FreeArc超过了7zip的LZMA2默认压缩，并也超过了哪怕“最佳压缩”模式的WinRAR。FreeArc在最佳设置下慢于7zip和WinRAR，但仍超越了WinZip。

### 效率
在Werner Bergmans设计的一个最大压缩基准测试指标下，FreeArc的压缩比.Z (LZW)、.zip (Deflate)、.gz和bzip2这些经典格式更有效率。这个非公开测试中所用的得分公式：
{\displaystyle {\text{score}}_{X}={\text{time}}_{X}\times 2^{10({\frac {{\text{size}}_{X}}{{\text{size}}_{\text{TOP}}}}-1)}}
截至2010年11月，FreeArc位居该基准测试的榜首，其次是NanoZip、bsc和WinRAR。因此它比WinRAR和7zip更有效率。

## 特点
类似RAR和ZIP格式，.arc是一个文件归档格式，而不仅是一个数据压缩格式（如gzip和bzip2）。FreeArc有命令行界面和GUI界面。其他特点包括：
- “智能更新”时的固态压缩尽可能避免重新压缩
- AES/Blowfish/Twofish/Serpent加密[7]，包括链式加密
- FAR和Total Commander插件
- 可以创建自解壓縮檔和安装器
- 采用里德-所罗门码的归档保护和恢复层，用户可定制该层大小。

## 支持的平台
截至0.666版本，开发者提供适用于Windows的二进制文件无64位元版本。不过FreeArc Next 0.11已支持32位和64位系统。

## FreeArc Next
FreeArc Next于2016年10月发布首个版本。截至目前，它只提供适用于32位和64位Windows及Linux平台的命令行界面应用程序。新增特性包括：
- 类似ZPAQ的完全归档去重复数据
- Facebook实现的Zstandard压缩算法[10]
- INI文件中进行Lua编程
- 更好的文件预取以加速压缩